# عزون عتمة
عزون عتمة هي قرية من قرى فلسطين وتتبع محافظة قلقيلية، وهي من القرى التي وقعت في حرب 1967. سميت عزون عتمة نسبة إلى قبيلة العتوم، وهي أول من سكن القرية. وتقع عزون عتمة ضمن تجمع سنيريا والذي يضم ثلاث قرى رئيسية وهي سنيريا وهي البلدة الأم وبيت أمين وعزون عتمة.

## الموقع
تقع عزون عتمة في منطقة المركز ويحدها من الغرب كفر قاسم ومستوطنة أورانيت ومن الشرق مستوطنة شعاري تكفا وسنيريا ومن الشمال بيت أمين ومن الجنوب شارع 505 [العبرية] «عابر السامرة» ومستوطنة مجان دان.

## السكان
يبلغ عدد سكان قرية عزون عتمة حوالي 1800 نسمة، وهي تقع جنوب شرق مدينة قلقيلية، وتبعد حوالي ثلاثة كيلومترات عن الخط الأخضر. وقد أقيمت شرقي القرية مستوطنة شعاري تكفا على حصة من أراضي قرية عزون عتمة، علما بأن هذه المستوطنة تقطع التواصل الجغرافي ما بين عزون عتمة وبين القريتين المجاورتين: بيت أمين وسنيريا. كما أقيمت مستوطنة أورانيت على مقربة من الحدود الغربية لقرية عزون عتمة.

## المستوطنات
| اسم المستوطنة | تاريخ الإنشاء | التعداد السكاني (2008-2009) | المساحة الكلية (دونم) |
| ------------- | ------------- | --------------------------- | --------------------- |
| شعار تيكفا    | 1982          | 4048                        | 1063                  |
| الكانا        | 1977          | 3219                        | 1515                  |
| ايتس افرايم   | 1985          | 761                         | 566                   |
| زماروت        | 1985          | ****                        | 310                   |
| أورانيت       | 1983          | 6328                        | 1289                  |
| المجموع       | *****         | 14347                       | 4743                  |

## جدار الفصل

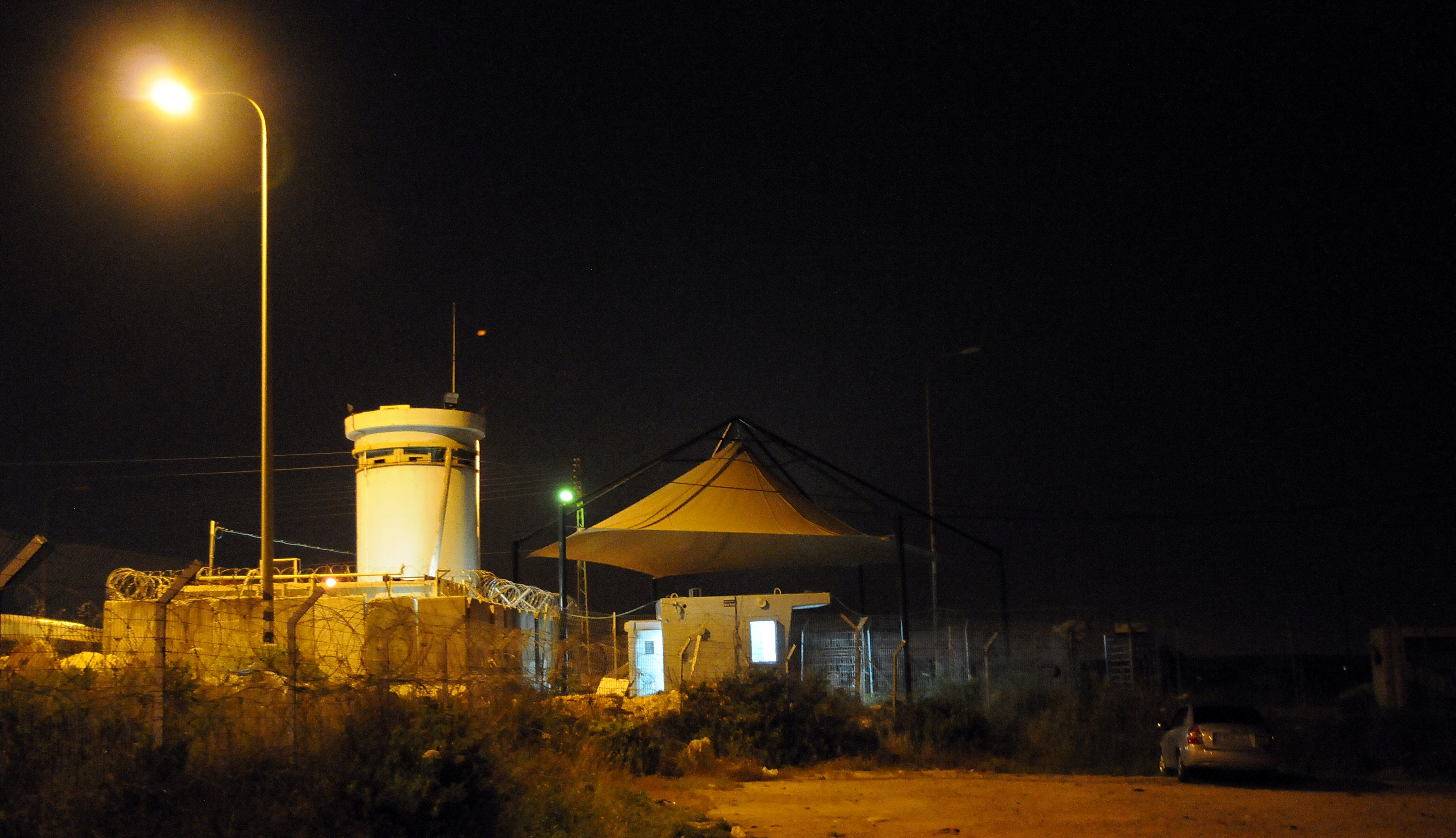
بوابة عزون عتمة الشمالية

إن الجدار العازل الذي انتهى بناؤه في هذه المنطقة في شهر تشرين الأول 2003، يفصل القرية عن باقي مناطق الضفة الغربية ويبقيها حبيسة في «منطقة التماس» – المساحة الممتدة ما بين الجدار الفاصل والخط الأخضر. ويضم الجدار بوابة يمكن من خلالها لسكان القرية المرور إلى باقي مناطق الضفة الغربية والعودة من خلالها إلى بيوتهم. يتم فتح هذه البوابة من الساعة 06:00 صباحاً ولغاية الساعة 22:00 ليلاً، ولا يُسمح بالمرور عبر البوابة إلا لسكان القرية والفلسطينيين الذين يحملون التصاريح التي يتم استصدارها من قبل الإدارة المدنية.
بالإضافة إلى الجدار الذي يفصل القرية عن باقي مناطق الضفة الغربية، فقد قررت الحكومة إحاطة القرية بعائق إضافي من جميع الاتجاهات وتحويل القرية إلى جيب. وقد تمت المصادقة من حيث المبدأ على مسار العائق الإضافي، وجرى لغاية الآن إصدار أوامر المصادرة على بعض الأراضي لغرض بناء المقطع جنوبي القرية، والذي يقع إلى الشمال من شارع 505.
إن نصف المقطع، أي ما يعادل حوالي 1.75 كيلومتر، يمر داخل أراضي عزون عتمة، على بعد حوالي كيلومتر من شارع 505. أما النصف الآخر فإنه يمر بمحاذاة الشارع. وقد بدأ العمل في بناء هذا المقطع بتاريخ 10.11.2006.
إن تحويل عزون عتمة إلى جيب ينطوي على انعكاسات أليمة على رفاهية ومعيشة المواطنين. عشية الانتفاضة الثانية، عمل جزء من سكان القرية في إسرائيل، غير أنه منذ اندلاع الانتفاضة يعتاش حوالي 80% منهم من العمل في الزراعة. إن العائق الجديد يفصل ما بين عزون عتمة وبين حوالي 2,000 دونم من الأراضي الزراعية المفلحة التي يمتلكها سكان القرية. ويمتلك سكان عزون عتمة نصف هذه الأراضي بينما يمتلك النصف الآخر مواطنون من سكان القرى بيت أمين، مسحة، الزاوية وسنيريا. هذه الأراضي سيتم سجنها ما بين المسار الجنوبي وبين شارع 505. وعلى الأغلب، فإن الوصول إلى هذه الأراضي سيتم من خلال نظام التصاريح وسيكون مقتصرا على ساعات فتح المعابر التي في العائق. وتدل تجارب الماضي على عدم انتظام فتح المعابر في الكثير من الحالات. إن تقييد الوصول إلى الأراضي الزراعية سيؤدي حتما إلى المس بالمحاصيل الزراعية وبالقدرة على تسويقها وبالدخل المترتب عليها.
حتى لو افترضنا أن إقامة العائق حول القرية يهدف إلى تلبية الاحتياجات الأمنية، فليس من شأن هذا أن يبرر إلصاق العائق بالقرية من خلال عزل القرية عن الحي الجنوبي والأراضي الزراعية التابعة لها. كما أنه من غير الواضح مطلقا لماذا ارتأت إسرائيل إقامة العائق على بعد كيلومتر واحد عن الخط الأخضر متسببة في عزل مساحة أكبر عن القرية. لغرض الامتناع عن عرقلة الوصول إلى الأراضي وللامتناع عن عزل الحي الجنوبي، كان من الممكن، على سبيل المثال، حفر نفق تحت شارع 505، في المقطع المقابل للحي الجنوبي التابع لعزون عتمة لخدمة المستوطنين.
تجدر الإشارة إلى أن المبررات التي تتعلق بحماية المستوطنات المجاورة أو حماية شارع 505، تبدو واهية، لأنه لم يسبق من قبل تسجيل حوادث عنف من قبل سكان عزون عتمة ضد المستوطنين الذين يعيشون في المستوطنات التي تقع في هذه المنطقة أو ضد المسافرين في شارع 505. هذه المرة أيضا، وعلى غرار حالات أخرى كثيرة، فإن اختيار المسار جاء من أجل توسيع المستوطنات المجاورة للقرية، أورانيت والكناه، وإقامة منطقة صناعية جديدة.
نظرا لعدم قانونية الجدار العازل، وخرق حقوق الإنسان بصورة قاسية، يتوجب على إسرائيل تفكيك كل مقطع من مقاطعه التي تقع داخل أراض الضفة الغربية. إذا قررت إسرائيل أن هناك حاجة أمنية لإقامة عائق محسوس، يحق لها بناؤه فوق الخط الأخضر أو داخل أراضيها. وإلى حين إتمام هذا الأمر، تدعو بتسيلم حكومة إسرائيل إلى إيقاف الأعمال التي يتم تنفيذها حاليا من أجل إقامة المقطع الجنوبي من العائق الإضافي في عزون عتمة؛ تفكيك المقطع الذي تمت إقامته وتمكين المواطنين من الوصول بحرية إلى أراضيهم، إعادة الأراضي التي جرت مصادرتها لغرض إقامة العائق؛ فتح البوابة الموجودة في الجدار الفاصل شمالي عزون عتمة، على مدار 24 ساعة يوميا، وتمكين السكان على مدار اليوم من الوصول إلى باقي مناطق الضفة الغربية والعيش بصورة طبيعية.